# Torres Homem Rodrigues da Cunha
Torres Homem Rodrigues da Cunha (Uberlândia, 3 de janeiro de 1916 - Araçatuba, 11 de janeiro de 2010) foi um pecuarista . Era líder da empresa VR, deixada de herança pelo seu pai Vicente Rodrigues da Cunha. Nos anos 60 trouxe da Índia reprodutores da raça nelore, como por exemplo o karvadi, sendo um dos pioneiros a trazer estes animais para o Brasil.
Torres Homem foi o responsável por implantar o primeiro laboratório brasileiro de congelamento de sêmen, na chácara Zebulândia, localizada na cidade de Araçatuba. Isto tornou Araçatuba conhecida nacionalmente. Com o laboratório, foi possível transmitir aos descendentes do touro Karvadi sua linhagem especial, adquirido na Índia foi considerado o mais perfeito nelore do mundo.
Faleceu em 11 de janeiro de 2010, vítima de pneumonia.